# آرثر فنتون (سياسي)
آرثر فنتون (بالإنجليزية: Arthur Fenton)‏ هو سياسي أسترالي، ولد في 21 أكتوبر 1882، وتوفي في 13 يونيو 1962 في دافنبورت في أستراليا.